# 拜占庭文本
在新约圣经的文本鉴别学中，拜占庭文本被视为主要的文本类型之一，也因其现存抄本数量众多而被称为大多数文本。东正教的新约圣经文本就采用了这种文本类型。此外，亚兰语的别西大译本也经常与拜占庭文本保持一致。
公认文本也是基于拜占庭文本，但在至少1830个地方与之存在差异，其中有1005个地方的差异会影响到翻译。这些差异大部分微不足道，然而，拜占庭文本却排除了约翰短句和使徒行传8:37，这些在公认文本中是存在的。尽管存在这些差异，拜占庭文本与公认文本的一致性远超过与亚历山大文本的一致性，因为拜占庭文本与亚历山大文本有6577处差异，而与公认文本的差异只有1800处。值得注意的是，拜占庭文本和公认文本之间有许多重要的一致性，例如在提摩太前书3:16，两种文本均读作“神”，而不是“他”。此外，两种文本都包含了行淫妇女被抓的故事。
伯坚（1813 – 1888）、米勒（Edward Miller，1825-1901) 均认为，尽管公认文本优于亚历山大文本，但在某些地方仍需要根据拜占庭文本的抄本传统进行修正。赞恩·C·霍奇斯也是当代支持拜占庭文本的著名学者之一。

## 与亚历山大文本的差异
拜占庭文本与亚历山大文本有6577处差异。虽然大多数差异对基要教义无影响，但有一处地方让人不安，即彼得前书2:1－2，拜占庭文本说，
所以，你们既除去一切的恶毒（或译：阴毒）、诡诈，并假善、嫉妒，和一切毁谤的话， 就要爱慕那纯净的灵奶，像才生的婴孩爱慕奶一样，叫你们因此渐长。 
而亚历山大文本说，
所以，你们既除去一切的恶毒（或译：阴毒）、诡诈，并假善、嫉妒，和一切毁谤的话，就要爱慕那纯净的灵奶，像才生的婴孩爱慕奶一样，叫你们因此渐长，以致得救。
支持亚历山大文本的学者麦资基（1914 – 2007）认为，是拜占庭文本删掉了“以致得救”，原因要么是抄写时疏忽所致，要么是抄写员认为“渐长以致得救”在神学上不对。另一位支持亚历山大文本的学者 Edward D. Andrews 认为，得救就是需要一个过程，而不是瞬间完成的。但是反对亚历山大文本的牧师认为得救是瞬间完成的，而不是需要一个过程，认为这些加添的话“渐长以致得救”与天主教教义完美契合；在天主教教义中，得救被视为一个永无止境的过程，人们永远无法确定其结果，得救也从未被教导是藉着耶稣基督为他的信徒所做的一切而已经完成的事实。

## 参阅
- 亚历山大文本类型
- 公认文本